# Fernando Botero Zea
Germán Fernando Botero Zea (Ciudad de México, México, 23 de agosto de 1956) es un empresario y político de nacionalidad colombiana y mexicana.
Es conocido por haberse desempeñado como ministro de Defensa Nacional de Colombia. Es hijo del pintor y escultor colombiano Fernando Botero y de la gestora cultural Gloria Zea.

## Infancia
Nacido en la Ciudad de México, Fernando Botero Zea es el primer hijo del artista plástico Fernando Botero y de Gloria Zea, mecenas y promotora cultural, directora del Museo de Arte Moderno de Bogotá durante 46 años, que también fue directora de Colcultura entre 1974 y 1982.
Los padres de Fernando Botero Zea se divorciaron en 1960, cinco años después de haber contraído matrimonio. Botero Zea tiene una hermana llamada Lina, quien se dedica a la curaduría de arte y el interiorismo y un hermano llamado Juan Carlos, quien es escritor.
La infancia de Botero Zea tuvo la influencia de su padrastro, el empresario colombiano Andrés Uribe Campuzano, creador de la marca Juan Valdez en los Estados Unidos y accionista de varias empresas nacionales. Hubo una enorme cercanía entre Botero y su padrastro, lo cual repercutió en la formación y visión de Fernando.

## Educación
Cuando Botero tenía cuatro años, su familia se fue a vivir a Nueva York aprovechando el hecho de que su abuelo materno, Germán Zea Hernández, había sido nombrado Embajador de Colombia ante las Naciones Unidas.
En esa ciudad, desde 1960 hasta 1967, Botero estudió en el Trent School y luego en el Trinity School. De 1967 a 1969, estudió interno en el Fessenden School en Boston, Massachusetts. En ese colegio fue elegido presidente de su curso, despertándose su interés en la actividad política.
En 1969, su familia regresó a Colombia, donde Botero entró a segundo de bachillerato en el colegio Nueva Granada. Allí realizó varios cursos de educación básica secundaria. 
En 1973, se produjo el secuestro de Gloria Zea y su esposo Andrés Uribe Campuzano. La pareja fue liberada después de haber estado secuestrados durante algunas semanas. Ante el riesgo de secuestro de otros miembros de la familia, tomaron la decisión de salir del país.
Ante esta situación, Botero Zea ingresó en la École Nouvelle de la Suisse romande en 1973, donde se graduó en 1974 con un International Baccalaureate.
En la etapa universitaria, primero estudió en París, Francia. Allí obtuvo, en 1975, un Certificat d´Éstudes Politiques (Certificado de Estudios Políticos) en el Instituto de Estudios Políticos de París. De regreso a Colombia, a partir de 1975, comenzó a estudiar en la Universidad de los Andes Economía y Ciencias Políticas, graduándose en 1980.
En 1980 empezó un programa conjunto entre la Escuela de Negocios y la Escuela de Gobierno de la prestigiosa Universidad de Harvard. Allí obtuvo dos maestrías, Master of Business Administration del Harvard Business School y Master of Public Finance del John F. Kennedy School of Government, en 1983.
En 1999 completó una maestría en periodismo de la Universidad de la City de Londres. Su tesis de grado se tituló “La Colonia Colombiana en el Reino Unido: Mitos y Realidades”. En ella documenta la particularidad de que cerca del 80% de los migrantes colombianos que viven en el Reino Unido provienen del municipio de Sevilla, Valle del Cauca y los municipios circunvecinos de esa región del suroeste de Colombia, trabajando en su país de destino en labores lícitas. 
En 2016, Botero concluyó una maestría en Ciencias de la Felicidad en la Universidad Tec Milenio del Instituto Tecnológico y de Estudios Superiores de Monterrey.

### Muerte de Pedrito Botero
Cuando Botero Zea tenía 17 años, estuvo involucrado en un accidente automovilístico en la carretera de Sevilla a Madrid, en el sur de España. La familia Botero se encontraba en las vacaciones de Semana Santa de 1973 cuando sucedió el siniestro. En el automóvil se encontraban el pintor Fernando Botero, la segunda esposa de este, Cecilia Zambrano, su hermana Lina y su medio hermano Pedro Botero Zambrano, de apenas cuatro años, además del propio Botero Zea. En el accidente perdió la vida Pedro Botero, y el pintor sufrió graves heridas en ambas manos.

## Temprana actividad en el sector privado

### McKinsey and Companyen Nueva York y España
En el verano de 1982, en medio de sus dos maestrías en la Universidad de Harvard y luego de graduarse en 1983, Botero Zea se desempeñó como consultor en McKinsey and Company. Asignado inicialmente a la oficina de Nueva York y trasladado posteriormente a la oficina en Madrid, concentró su trabajo sobre uno de los principales clientes del bufete en España, el Banco Herrero. La apertura económica y las nuevas políticas liberales que se desarrollaron en la época, crearon un ambiente de incertidumbre y de grandes retos para ese banco. 
Gracias a la labor del equipo de McKinsey, con la participación de Botero Zea, el Banco Herrero se pudo reestructurar internamente y posicionarse en el ambiente de la banca española a principios de los años 80, cuando fue absorbido por un banco más grande, el BBVA de España.

### Compañía de Servicios Bursátiles en Bogotá, Colombia
En 1984 Botero Zea regresó a Colombia para ocupar la presidencia de la Compañía de Servicios Bursátiles S.A., una de las firmas de bolsa adscritas a la Bolsa de Bogotá. Durante su gestión, desde 1984 a 1988, la empresa pasó del renglón número 17 entre las diferentes empresas de la Bolsa de Bogotá, al renglón número 3. 

### Consultor en manejo del tiempo y productividad personal
De manera simultánea a su labor en la Bolsa de Bogotá, Botero Zea desempeñó labores como consultor de manejo del tiempo y productividad de grandes empresas y multinacionales en Colombia. En 1986, publicó un casete con el título “El manejo eficiente del tiempo”, que se imprimió en un tiraje de 20 mil ejemplares, destinado a grandes empresas nacionales y multinacionales, y también para ser distribuido a través de librerías en Colombia.

## Carrera política

### Coordinador de alcaldes menores
En 1979 Botero Zea ocupó el cargo de Coordinador de Alcaldes Menores de Bogotá, adscrito a la Secretaría de Gobierno de la administración distrital. El Secretario de Gobierno de la época era Luis Guillermo Sorzano y el alcalde Mayor, Hernando Durán Dussán. La responsabilidad de Botero Zea era coordinar los veinte Alcaldes Menores que existían en la capital. 
Botero Zea estuvo al frente de esa dependencia durante un año, hasta que tomó la decisión de lanzarse a la política electoral, buscando un escaño en la Asamblea de Cundinamarca en las elecciones de 1980. En ese intento Botero Zea fue derrotado y sufrió su primer y único revés electoral. 
En 1986, aspiró a ser elegido concejal de Bogotá. Formó parte de la lista del dirigente liberal Hernando Durán Dussán y ocupó la primera suplencia, siendo Carlos Lemos Simmonds el miembro principal.
Fue elegido en esta lista pero no se posicionó de su curul en el concejo de Bogotá, toda vez que a los pocos días de su elección fue nombrado viceministro de Gobierno por el presidente Virgilio Barco Vargas. 

### Viceministro de Gobierno
Botero Zea fue nombrado Viceministro de Gobierno por el presidente Virgilio Barco el 7 de agosto de 1986. El ministro de Gobierno de entonces era Fernando Cepeda Ulloa. Al frente del viceministerio, Botero Zea desarrolló cuatro funciones principales:
Primero, servir de enlace entre el poder civil y el poder militar. En esta capacidad, Botero formó parte del Consejo de Seguridad Nacional y sirvió de enlace permanente entre la Presidencia de la República y el Ministerio de Gobierno, por un lado, y las Fuerzas Militares de Colombia y la Policía Nacional, por el otro. 
Una segunda función era servir del coordinador del programa legislativo del gobierno con presencia en el Congreso de la República. Muchos de los proyectos de ley de la administración Barco Vargas pasaban por el despacho del Viceministerio de Gobierno, para la definición de la estrategia de lobby y del manejo del Congreso.
Tercero, coordinar la labor de la administración Barco Vargas en lo relacionado con la descentralización administrativa. Botero fue el encargado de redactar los decretos presidenciales, los proyectos de ley y las resoluciones ministeriales en los años 1986 a 1988, los cuales condujeron a sucesivas reformas del estado colombiano, tendientes a lograr una mayor descentralización administrativa.
Una cuarta función suya en el Ministerio de Gobierno fue el desarrollo del esquema gobierno-oposición, ideado por el ministro Cepeda Ulloa y llevado a la práctica en parte por Botero Zea y su equipo. En ese orden de ideas, él tuvo a su cargo múltiples funciones relacionadas con el desarrollo del esquema gobierno-oposición a nivel del Congreso, los gobernadores y los alcaldes de las principales ciudades del país. 
Al renunciar Cepeda Ulloa al cargo de ministro de Gobierno en 1987, Botero Zea continuó como viceministro del nuevo ministro César Gaviria Trujillo, quien fue elegido Presidente de la República en 1990. 
En 1988, Botero renunció a su cargo de viceministro de Gobierno para aspirar a ser elegido concejal de Bogotá, lo que logró en 1988 con una amplia votación. 

### Segunda elección al Concejo de Bogotá
En el Concejo de Bogotá, Botero Zea se distinguió como Presidente de la corporación. Fue ponente del proyecto de acuerdo que estableció concejos verdes en las diferentes alcaldías zonales de la capital. Estos concejos se diseñaron para crear una activa participación de la comunidad en las labores de defensa del medio ambiente y protección ecológica de la flora y fauna de Bogotá. 
La principal aportación de Botero al desarrollo de Bogotá fue su libro "Bogotá Descentralizada" y el trabajo sobre nuevas estructuras de gobierno para la ciudad. En ese entonces, se reformaron las estructuras de gobierno de la capital a finales de los años 80 y principios de los años 90, sepultando el viejo esquema centralizado de las alcaldías menores y desarrollando una nueva estructura de las alcaldías zonales y los concejos zonales, que han servido para dinamizar el desarrollo de la ciudad, acercar al gobierno con las comunidades y hacer más eficiente las labores de gobierno.

### Libro Bogotá Descentralizada
En el libro Bogotá Descentralizada, Botero analiza el esquema de gobierno centralizado que imperó en Bogotá durante buena parte del siglo XX, haciendo hincapié en los problemas y las limitaciones de la administración de corte centralista. Botero hace una propuesta de una descentralización radical del gobierno de la ciudad inspirado en dos modelos exitosos: el sistema de los arrondissments de la ciudad de París y el sistema de las delegaciones de las Ciudad de México. 
El libro tuvo impacto en el ambiente político de Bogotá y fue la base de las reformas de descentralización que crearon las alcaldías zonales de Bogotá y el esquema de los concejales zonales y los ediles en los años ochenta y noventa, particularmente durante la alcaldía de Jaime Castro.

### Candidato a la Alcaldía Mayor de Bogotá
En 1989 Fernando Botero se lanzó como candidato a la Alcaldía Mayor de Bogotá por el Partido Liberal. Participó en una campaña en competencia con Juan Martín Caicedo Ferrer, quien fue el ganador de la contienda y luego alcalde de la ciudad. En la convención liberal de noviembre de 1989 que escogió el candidato, Botero, tuvo el 42.3% de los votos de los delegados, compitiendo contra Caicedo Ferrer.

### Secretario General del Partido Liberal Colombiano
En 1991 Botero Zea fue nombrado Secretario General del Partido Liberal, bajo la dirección del expresidente Alfonso López Michelsen.
Durante su gestión, se produjo una reforma de los estatutos del Partido Liberal, para hacerlo más democrático, más moderno, más descentralizado y más afín a los sectores sociales. 
Su gestión coincidió con el desarrollo de la Asamblea Nacional Constituyente de 1991 y la promulgación de la nueva Constitución Política de Colombia en ese mismo año. Durante las deliberaciones de la Asamblea Constituyente, Botero Zea presentó en varias ocasiones la posición oficial del Partido Liberal Colombiano en temas fundamentales como la segunda vuelta presidencial, la descentralización política y administrativa, el régimen de regalías, la circunscripción nacional del Senado y otros temas de fundamental importancia.

### Senado de la República
Botero Zea fue elegido Senador de la República en dos ocasiones. Primero, en las elecciones de 1990; y luego nuevamente en 1991 al ser revocado el Congreso por la Asamblea Nacional Constituyente.
En el Senado de la República, Botero ocupó un lugar en la Comisión Séptima del Senado. Fue Presidente de la Comisión en varias oportunidades. 
También fue ponente de la Reforma Laboral de 1990, junto con el senador Álvaro Uribe Vélez y la Reforma Pensional de 1990, de nuevo junto con el senador Álvaro Uribe Vélez y otros miembros de la comisión.
Estas dos reformas, la reforma laboral y la reforma pensional, fueron bases de transformaciones sociales del gobierno de César Gaviria. La reforma pensional dio pie para el nacimiento del sistema privado de pensiones que rige en la actualidad en Colombia. Y la reforma laboral eliminó muchas de los beneficios laborales de los trabajadores, limitó los contratos a término indefinido y creó las órdenes de presentación de servicio (con el llamado "salario integral") que, buscando beneficios para los patrones y las empresas, obstaculizaba el desarrollo de una carrera laboral, sobre todo en el sector privado. También abrió las puertas a la tercerización laboral. Esta ley fue uno de los grandes reveses sufridos por el sector trabajador, retrocediendo en muchas conquistas obtenidas a lo largo del siglo XX. 
Botero Zea también participó en la vida del Senado como el citante y promotor del debate al gobierno del Presidente Gaviria, cuando se produjo la fuga de Pablo Escobar en 1992. Esos debates mostraron la vida de lujos que llevaba Pablo Escobar en su cárcel de la Catedral y el engaño que se había producido hacia la opinión pública colombiana e internacional con su sometimiento a la justicia. Una importante consecuencia del debate fue la caída del ministro de Justicia de la época, Fernando Carrillo Flórez.

### Comisión para la Reforma del Estado
Botero Zea fue nombrado miembro de la Comisión de la Reforma del Estado por el presidente César Gaviria Trujillo en 1990. Dicha comisión fue integrada por doce expertos entre los cuales también se destacan Manuel José Cepeda, Marino Tadeo Lozano, Eduardo Mendoza de la Torre, Alfonso Esguerra Fajardo, entre otros. 
La principal labor de dicha comisión era estudiar las diferentes estructuras del estado colombiano para proponer las reformas necesarias para modernizar el Estado y volverlo más ágil y dinámico.
La comisión sesionó entre el año 1990 y el año 1991 y propuso un total de 32 proyectos de ley, proyectos de acto legislativo y proyectos de reformas constitucional que fueron adoptados, en una buena parte, por el gobierno del Presidente Gaviria y por la Asamblea Nacional Constituyente.

### Ministro de la Defensa Nacional
Fernando Botero Zea fue nombrado Ministro de Defensa el 7 de agosto de 1994. Su paso por el Ministerio es recordado por varias reformas trascendentales en la institución.
La primera fue la creación de la Aviación del Ejército según el formato de los ejércitos más modernos del mundo, incluyendo los Estados Unidos, Francia, Reino Unido e Israel. Se trata de una brigada aérea, compuesta fundamentalmente de helicópteros de transporte de tropa. Con esta reforma a las estructuras militares de Colombia, se acabó la tradicional dependencia del Ejército sobre la Fuerza Aérea.
En segundo lugar, desarrolló un programa activo de respeto y promoción de los derechos humanos al interior del Ejército y la Policía Nacional. Uno de los mayores avances en esta materia fue el nombramiento de un asesor para derechos humanos del ministro de Defensa, cargo que ocupó en primer lugar Pilar Gaitán, una reconocida activista de los derechos humanos en Colombia. Como consecuencia de esta reforma, se estableció que en cada batallón militar habría un oficial de alto rango con la responsabilidad de la defensa y la protección de los derechos humanos, así como la capacitación del cuerpo de oficiales y la tropa para estos fines. Adicionalmente, durante la gestión de Botero Zea se reformó la Justicia Penal Militar para tener en cuenta los lineamientos y patrones de la defensa de los derechos humanos en Colombia.
Tercero, Botero Zea modernizó y agilizó el proceso de contratación y suministro al interior de las fuerzas militares para mejorar el apoyo logístico de la tropa.
Por último, reformó la inteligencia militar y de Policía, para integrar dichas fuentes de inteligencia y hacerla más operativa y eficiente para las diferentes ramas de las fuerzas armadas.
En el frente militar y estratégico, Botero Zea utilizó tanto la policía como el Ejército Nacional, en su tarea de perseguir al cartel de Cali. Durante su gestión, los principales cabecillas del cartel de Cali en su totalidad fueron abatidos o encarcelados, incluyendo los hermanos Gilberto y Miguel Rodríguez Orejuela, Phanor Arizabaleta, Helmer "Pacho" Herrera y José Santa Cruz Londoño.
Por otra parte él, desarrolló una agresiva campaña contra la guerrilla, especialmente contra los frentes de las Fuerzas Armadas Revolucionarias de Colombia (FARC) que operaban el Magdalena Medio y los Departamentos de Bolívar, Cesar, Córdoba, el oriente Antioqueño, el Urabá, Valle del Cauca, Cauca, Nariño, Putumayo, Huila y Caquetá.
Un caso especial: Las „Convivir” entre la defensa legítima y el paramilitarismo
La expresión más visible en los últimos de la falta de una clara política del Estado contra los grupos paramilitares que actuaban en “autodefensa” ar-mada o en alianza con el mismo Estado, fue la recreación de un manto legal para actividades paramilitares, a través de las llamadas “Convivir” dentro de la normativa de los servicios privados de seguridad. La base legal de las “Con-vivir”, el decreto 356, data todavía del gobierno Gaviria (1993). 
Pero fue el gobierno Samper, y en particular el ministro de defensa, Fernando Botero - posteriormente condenado dentro del proceso 8.000 - quien sacó de los polvos las disposiciones respectivas del decreto y activamente propulsó la creación de las “Convivir”. Las funciones y las facultades legales de estas asociaciones quedaban durante largo tiempo sin definiciones claras. 
Si bien según las dispo-siciones legales nunca eran más que servicios de autoprotección, algunos altos funcionarios del gobierno y varios altos mandos militares, los presentaron co-mo un arma eficaz en la lucha antisubversiva. Los esfuerzos del Gobierno para controlar las acciones de las “Convivir”, y particularmente el tipo de arma-mento que usaban, eran prácticamente nulas. La aprobación de armas largas para un número considerable de “Convivir” por parte de la Superintendencia de vigilancia privada tendió a borrar aún más los límites entre el accionar legal de ellas y los grupos de autodefensa ilegales.

### Campaña política de 1994
Poco después de la victoria presidencial de Ernesto Samper en 1994, Andrés Pastrana, oponente y futuro sucesor de Samper, acusó a Samper de haber recibido donaciones de campaña del cartel de Cali por un monto de 6 millones de dólares.
El Fiscal General de Colombia, Alfonso Valdivieso Sarmiento, dirigió personalmente la investigación. Valdivieso es primo del fallecido Luis Carlos Galán, candidato presidencial asesinado en 1989 por el Cartel de Medellín por sus opiniones políticas. Galán favoreció la extradición de narcotraficantes a Estados Unidos para su enjuiciamiento.
La investigación de Valdivieso reveló conexiones entre el cartel de Cali y las principales figuras de la sociedad colombiana, incluidos políticos, periodistas, deportistas, y militares y policías, entre otros. 
Como resultado, numerosos políticos y altos miembros del gobierno fueron acusados. Botero fue arrestado en relación con esta investigación y acusado de haber facilitado el ingreso de dineros ilegales a la campaña presidencial. Fue condenado a una detención de 30 meses en la Escuela de Caballería, una base militar ubicada en el norte de Bogotá. Al cumplirse la pena, Botero Zea fue puesto en libertad el 12 de febrero de 1998 y posteriormente, tras permanecer una breve temporada en Europa, fijó su residencia en México.

### Segundo juicio
En 1999 a Botero Zea se le abrió otro proceso por el supuesto hurto de más de 800 millones de pesos destinados a la misma campaña presidencial de 1994. La acusación fue promovida por el entonces fiscal general de la Nación Alfonso Gómez Méndez, nombrado por el presidente Samper, quien en el momento era enemigo político de Botero.
En 2002, el juez 37 de Bogotá valoró la acusación de la Fiscalía, realizó una investigación exhaustiva de las cuentas bancarias y los movimientos financieros de Botero Zea, y finalmente lo declaró inocente de los delitos de los cuales se le acusaba.
Pocas semanas después, ya en 2003, el Tribunal Superior de Bogotá, sujeto a grandes presiones políticas por parte de Samper y sus aliados, revocó la sentencia del Juzgado 37 Penal de Bogotá. 
En enero de 2007 la Corte Suprema de Justicia reafirmó el fallo del Tribunal.
En entrevista televisada para el Canal RCN, el 13 de febrero el 2007, Botero presentó pruebas de su inocencia, incluyendo la escritura de un lote que su familia había vendido en el momento de los hechos, y denunció las persecuciones políticas que presuntamente serían la causa de los fallos adversos de la justicia, ofreciendo detalles hasta entonces desconocidos.
En 2009, debido a la acumulación de sentencias decretadas por el Tribunal Superior de Bogotá en última instancia, Botero obtuvo el beneficio de la libertad y el fin de su proceso penal. A partir de ese momento, ha dedicado su tiempo personal y profesional entre México y Colombia.

## Vuelta a la actividad empresarial

### Grupo Editorial Estilo México
Botero Zea fundó el Grupo Editorial Estilo México en 2002. Este grupo editorial publicó durante su existencia un número importante de revistas, dentro de las que destacan Estilo México, Be, Espacio Corporativo, Destinos, Sabores, Estilo (Los Cabos, Acapulco, Riviera Maya, San Miguel de Allende), la revista Aeromar, la revista Danhos y la revista Peyrelongue, entre otros títulos. Igualmente, el Grupo Editorial Estilo México editó y publicó el libro "México desde el Aire".

### Libro Conversaciones en la Cantina
En el libro Conversaciones en la Cantina, Botero intenta hacer un bosquejo de la historia del siglo XXI en México, con base el testimonio de los principales protagonistas de la vida política mexicana tales como Jorge Castañeda, Felipe Calderón, Vicente Fox, Carlos Salinas de Gortari, Cuauhtémoc Cárdenas, entre muchos otros; así como la visión de los principales observadores y analistas de la vida política y de la Historia de México tales como Héctor Aguilar Camín, Carmen Aristegui, Federico Reyes Heroles, Jesús Silva-Herzog Márquez, Carlos Loret de Mola, Andrés Oppenheimer, también entre muchos otros.
El libro tuvo gran éxito editorial, lo cual suscitó una segunda y luego una tercera edición, así como la inclusión del libro en el pensum de varias universidades en la Ciudad de México.

### Libro México desde el cielo
El libro México desde el Cielo lo hizo Botero Zea en colaboración con Alejandro González, Ágata Lanz y Kike Arnal, centrándose en las mejores fotografías aéreas de los paisajes de México y sus más sobresalientes lugares culturales. El libro fue adquirido en su primera edición, por los gobiernos de los estados de Quintana Roo, Jalisco, Estado de México, Baja California Sur, entre otras.

### Itacate
En 2008 Botero Zea fundó la empresa Itacate de México, una compañía dedicada a la entrega de alimentos nutritivos de bajo costo como proveedora de planes gubernamentales del nivel municipal, estatal y federal. Los programas alimenticios de Itacate se desarrollaron en algunos Estados de México tales como Nuevo León, Hidalgo, Jalisco, Campeche, Quinta Roo, Chiapas, Guerrero, Michoacán, Baja California Sur, Baja California Norte, Estado de México y Tamaulipas, entre otros. 
Aparte de los gobiernos estatales, Itacate estuvo presente en grandes programas federales de corte social, bajo la sombrilla de la Secretaría de Desarrollo Social y el Departamento de Integración de la Familia (DIF).
En Colombia, Itacate alimentó centenares de miles de niños de bajos recursos económicos en Medellín y en Cali, respectivamente, a través de programas asociados a la Alcaldía de Cali, por un lado, y a la Gobernación del Departamento de Antioquia y a la Alcaldía Municipal de Medellín, por el otro.

### BodyBrite
En el 2011 Fernando Botero Zea llevó a Colombia una representación de BodyBrite, una marca de tiendas de estética que ya existía en México.
BodyBrite Colombia empezó operaciones en 2012 y logró ochenta franquicias o puntos propios en 26 diferentes ciudades de Colombia, atendiendo a un promedio de 200,000 clientes al año.
En el año 2015, Botero decidió comprar el 28% de BodyBrite México con miras a integración de las operaciones de BodyBrite tanto en México y Colombia como en España, China y otros países. En la actualidad, en Shanghái, China, existen cerca de 80 puntos de BodyBrite.

### Botero en China
En 2014, Botero Zea recogió el legado cultural y artístico de la familia y decidió crear Botero-in-China, la empresa encargada de organizar la primera exposición del Maestro Fernando Botero en China. La muestra recogía la obra de su padre y fue presentada en Beijing, Shanghái y Hong Kong. Las exposiciones de Botero-in-China reunieron a más de 1.5 millones de visitantes. Hasta 2021, la misma empresa había organizado más de 200 conferencias educativas en 21 diferentes países del mundo.
A través de la empresa Botero-in-China, Fernando Botero ha abierto nuevas fronteras para la obra de su padre, el Maestro Fernando Botero, en China así como en otros países de Asia tales como Taiwán, Japón, Singapur, Malasia, Tailandia y las Filipinas, entre otros.
En medio de la pandemia del COVID-19, Botero Zea también inició una labor de apertura de espacios para la obra de su padre en el Medio Oriente, en países tales como Emiratos Árabes Unidos, Arabia Saudita, Catar, Jordania, Israel y Kuwait. También proyecta extender la obra de su padre a mediano plazo a la India, un prometedor mercado del arte del futuro. 

### The Estate of Fernando Botero y "The Fernando Botero Foundation"
Desde la muerte de su padre, el artista Fernando Botero, Fernando Botero Zea ha estado al frente de The Estate of Fernando Botero, o el Patrimonio artístico de Fernando Botero, en su calidad de Copresidente. Por demás, Fernando Botero Zea forma parte del Consejo Directivo de The Fernando Botero Foundation (en proceso de creación legal) que tiene como objetivo preservar y expandir el legado artístico del Maestro Fernando Botero por medio de la organización de exposiciones en múltiples lugares a través del mundo, la creación de un a catálogo razonado de su obra, la publicación de libros, los estudios académicos sobre la pintura y escultura del artista y otras actividades afines. 

## Actividad en la educación

### Profesor universitario y experiencia docente
Botero Zea también ha dedicado varios años de su vida a la docencia. Ha sido profesor universitario tanto en Colombia como en México en los campos de la Política Macroeconómica y las Finanzas. Botero Zea introdujo en su labor docente el método de casos que aprendió en la Escuela de Negocios de Harvard.
La primera experiencia docente de Botero Zea fue en la Facultad de Administración de Empresas de la Universidad de los Andes. En esa facultad dictó la cátedra de Introducción a las Finanzas desde 1984 hasta 1994.
A partir de 1985, extendió sus actividades docentes a la Facultad de Economía de la misma universidad. En dicha facultad, dictó la cátedra de Política Macroeconómica desde 1985 hasta 1994.
Entre 1989 y 1994, dictó la cátedra de Finanzas y Relaciones Internacionales en la Facultad de Economía de la Universidad Externado de Colombia.
Cuando se trasladó a México en 1999, buscó la manera de continuar con su labor docente. Entre 1999 y 2003, dictó la cátedra de Política Macroeconómica en la Facultad de Economía de la Universidad Iberoamericana y la misma cátedra en la Universidad de la Américas, ambas en la Ciudad de México.

### Landmark Education
En 2001, poco tiempo después de afianzada su residencia en México, Botero Zea creó Landmark Education of México, enfocada en los cursos de potencial humano. Esa empresa también ha visto su expansión en Colombia desde el año 2005. Entre ambos países, Landmark ha ofrecido capacitación de alto nivel a más de 25 mil personas.
Botero fue el fundador y el principal arquitecto de la expansión de Landmark Education en América Latina, donde tiene tres epicentros principales: Ciudad de México, Bogotá en Colombia y Sao Paulo en Brasil. 
En el marco de Landmark Education, Botero Zea ha dictado seminarios y cursos desde 2002 hasta 2014, sobre temas tales como Dinero, Potencial Humano, Relaciones y Desarrollo de Negocios.

## Actividades de filantropía
Siguiendo el legado de Gloria Zea –importante promotora del desarrollo de la ópera en su país– Fernando Botero Zea ha sido, desde la muerte de su madre en 2019, un asiduo patrocinador de la ópera en Colombia.
Por otra parte, ha colaborado en el desarrollo de las labores filantrópicas de Rosaura Henkel al frente del Instituto Nacional de Neurología en México. 
Es además donante constante de Greenpeace en defensa del medio ambiente.
De igual manera, es benefactor del Institute of Contemporary Art de San Diego, California. 
Actualmente está construyendo la Sala Gloria Zea, en la vereda del Río Frío Occidental del municipio de Tabio, Cundinamarca, para tener un espacio de cultura, conciertos y eventos musicales en esa región de Colombia.

## Vida familiar y personal
Botero Zea se casó con María Elvira Quintana en 1988. Tuvieron dos hijos: Fernando Botero Quintana y Felipe Botero Quintana. Botero también tiene una hija, Camila Botero Llano, nacida de una relación anterior. En 1999 Botero se casó con María Inés Londoño Reyes, hija de Fernando Londoño Henao, quien tuvo tres hijas en su matrimonio anterior.
Botero Zea tiene ocho nietos en la actualidad: Cayetana, Pedro y Felipe Roca de Togores; Federica Peyrelongue; Antonia y Paulina Klapp; Martina y Fernando Botero Llinas.
En la actualidad, Fernando Botero Zea vive con su esposa, María Inés Londoño Reyes en la Ciudad de México y viaja con frecuencia a Colombia y otros países. Está dedicado a sus negocios, principalmente Botero-in-China y BodyBrite; a expandir el legado del pintor Fernando Botero. 

### Afición por los deportes
Botero Zea es entusiasta de los deportes extremos. Entre los deportes que practica se encuentran el boxeo, las artes marciales mixtas, tenis, equitación, motocross, esquí de nieve, buceo, parapente, paramotor, vela, montañismo y escalada en roca. Participó en el Triatlón de Valle de Bravo en 2014.